# Faschtschiwka (Rowenky)

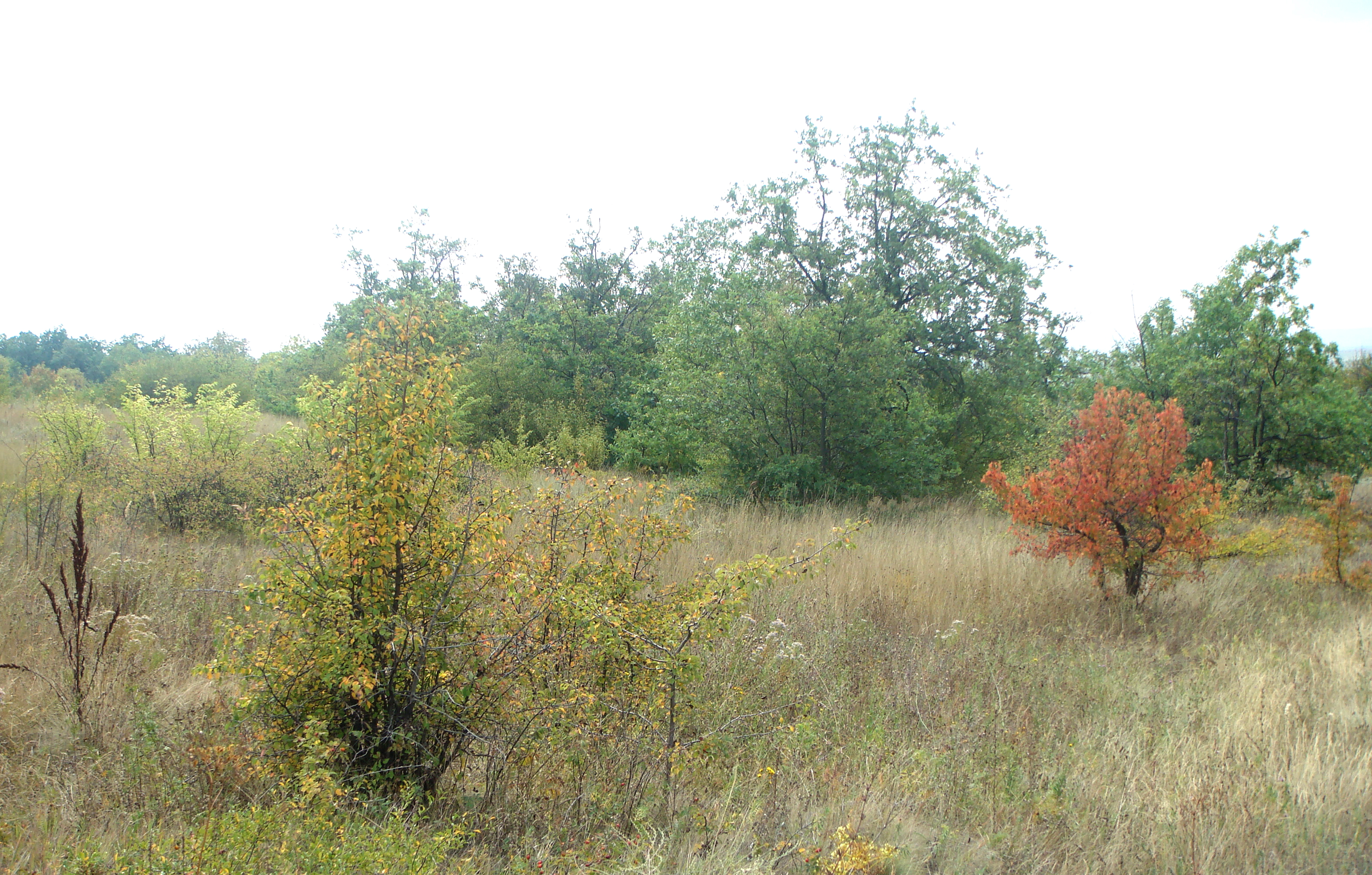
Typische Landschaft des Myusyn-Reservats in der Nähe von Faschtschiwka

Faschtschiwka (ukrainisch Фащівка; russisch Фащевка/Faschtschewka) ist eine Siedlung städtischen Typs im Osten der Ukraine mit etwa 2500 Einwohnern.

## Geographie
Der Ort liegt im Südwesten der Oblast Luhansk am Fluss Dschwendscherka (Дженджерка) etwa 33 Kilometer nordwestlich der Rajonshauptstadt Antrazyt und 59 Kilometer südwestlich der Oblasthauptstadt Luhansk. Die Grenze zur Oblast Donezk befindet sich etwa 5 Kilometer südwestlich des Ortes.

## Geschichte
Der Ort wurde 1773 von Siedlern aus der Gegend um Belgorod gegründet, später kamen auch Migranten aus Moldawien dazu. 1957 wurde der Ort schließlich zu einer Siedlung städtischen Typs ernannt. Seit 1991 ist er ein Teil der heutigen Ukraine.
Seit Sommer 2014 ist der Ort im Verlauf des Ukrainekrieges durch Separatisten der Volksrepublik Lugansk besetzt.